# محمد المطير
محمد براك المطير (مواليد 5 مايو 1969) سياسي كويتي، نائب رئيس مجلس الأمة السابق خلال الفترة 20 يونيو 2023 حتى 15 فبراير 2024. وكما كان سابقاً عضواً في مجلس الأمة خلال الفترة 11 ديسمبر 2016 حتى 1 مايو 2023 وخلال الفترة 19 يوليو 2003 حتى 7 أكتوبر 2012.

## السيرة الذاتية
وُلد محمد المطير بالكويت في 5 مايو 1969
والده هو رجل الأعمال و عضو غرفه التجاره و الصناعه براك عبدالمحسن المطير 
توفي والده عام 1986
حصل محمد براك المطير على بكالوريوس إدارة أعمال من جامعة سان دييغو الأمريكية
ترشح لانتخابات مجلس الأمة 2003 في الدائرة الثانية، وحصل على المركز الأول برصيد 683 صوت وفاز بالانتخابات.
وترشح لانتخابات مجلس الأمة 2006 في الدائرة الثانية، وحصل على المركز الثاني برصيد 1461 صوت وفاز بالانتخابات.
وترشح لانتخابات مجلس الأمة 2008 في الدائرة الثانية، وحصل على المركز الرابع برصيد 7508 صوت وفاز بالانتخابات.
وترشح لانتخابات مجلس الأمة 2009 في الدائرة الثانية وحصل على المركز الثامن برصيد 4,932 صوت وفاز بالانتخابات.
وترشح في لانتخابات مجلس الأمة 2016 في الدائرة الثانية، وحصل على المركز السادس برصيد 2172 صوت وفاز بالانتخابات.
وترشح في لانتخابات مجلس الأمة 2020 وحصل على المركز الثاني برصيد 3,456 صوت وفاز في الأنتخابات.
وترشح لانتخابات مجلس الأمة 2022 التي تم بطلانها من قبل المحكمة الدستورية وحصل على المركز الثاني برصيد 4,364 صوت  وفاز في الأنتخابات وأنتخب نائباً لرئيس مجلس الأمة في يوم الثلاثاء 18 أكتوبر 2022 خلال الجلسة الأولى لمجلس الأمة 2022 المبطل  وفي 19 مارس 2023 قررت المحكمة الدستورية بطلان لانتخابات مجلس الأمة 2022 لبطلان مرسوم حل مجلس الأمة 2020 وعودة مجلس الأمة 2020 بقوة الدستور كأن الحل لم يكن ويعتبر مجلس الأمة 2022 دستورياً كأنه لم يكن.
وترشح لانتخابات مجلس الأمة الكويتي 2023 في الدائرة الثانية وحصل على المركز الخامس برصيد 3,091 صوت وفاز في الأنتخابات  وفي 20 يونيو 2023 أنتخب نائباً لرئيس مجلس الأمة خلال الجلسة الأولى للمجلس  وشغل المنصب حتى حل المجلس في 15 فبراير 2024.
وترشح لانتخابات مجلس الأمة الكويتي 2024 في الدائرة الثانية وحصل على المركز الخامس برصيد 3,246 صوت وفاز في الأنتخابات  ولكن لم ينعقد المجلس حيث صدر أمر أميري في 10 مايو 2024 بحل المجلس وتعليق العمل ببعض مواد الدستور.

## انتخابات مجلس الأمة
| الانتخابات    | الدائرة الانتخابية | المركز        | عدد الأصوات | النتيجة |
| ------------- | ------------------ | ------------- | ----------- | ------- |
| انتخابات 2003 | الدائرة الثانية    | المركز الأول  | 683 صوت     | فاز     |
| انتخابات 2006 | الدائرة الثانية    | المركز الثاني | 1,461 صوت   | فاز     |
| انتخابات 2008 | الدائرة الثانية    | المركز الرابع | 7,508 صوت   | فاز     |
| انتخابات 2009 | الدائرة الثانية    | المركز الثامن | 4,932 صوت   | فاز     |
| انتخابات 2016 | الدائرة الثانية    | المركز السادس | 2,172 صوت   | فاز     |
| انتخابات 2020 | الدائرة الثانية    | المركز الثاني | 3,456 صوت   | فاز     |
| انتخابات 2022 | الدائرة الثانية    | المركز الثاني | 4,364 صوت   | فاز     |
| انتخابات 2023 | الدائرة الثانية    | المركز الخامس | 3,091 صوت   | فاز     |
| انتخابات 2024 | الدائرة الثانية    | المركز الخامس | 3,246 صوت   | فاز     |

## الاقتراحات بقوانين
- اقتراح بشأن منح بدل وقود للكويتيين العاملين في القطاع الحكومي والخاص والمتقاعدين ومُستحقي المساعدات العامة.
- اقتراح بشأن تعديل بعض أحكام القانون رقم (14) لسنة 1973 بإنشاء المحكمة الدستورية.
- اقتراح بشأن تنظيم العمليات الجراحية التجميلية.
- اقتراح بشأن تعديل البند (ب) من المادة رقم (19) من المرسوم بالقانون رقم (23) لسنة 1990 بشأن قانون تنظيم القضاء.
- اقتراح بشأن إنشاء الهيئة العامة لإدارة أموال وأملاك قيادي الدولة.[15]

## نشاطه التجاري
- رئيس مجلس إدارة الشركه الكويتية العقاريه القابضه
- عضو مجلس اداره مجموعه الامتياز الاستثماريه
- شغل منصب مدير عام شركة شوال للتجارة العامة.
- عضو مجلس إدارة شركة الريف الاستثمارية
- عضو مجلس إدارة الشركه الخليجيه للتعمير العقاري في السعودية
- رئيس مجلس إدارة شركه الريف الاستثمارية العقارية
- عضو مجلس إدارة المصرف الخليجي التجاري في البحرين

## أبرز مواقفه في مجلس الأمة

### مجلس الأمة 2003
| الكتلة                                             | مستقل - توجه إسلامي |
| طلب لجنة تحقيق في هاليبرتون                        | طلب لجنة التحقيق    |
| استجواب إلى وزير المالية محمود النوري              | معارض لطرح الثقة    |
| طلب تقليص الدوائر الانتخابية (2004)                | مؤيد                |
| إحالة طلب حقوق المرأة السياسية للمحكمة الدستورية   | معارض               |
| طلب طرح الثقة بوزير الصحة د.محمد أحمد الجار الله   | معارض الاستجواب     |
| إعطاء المرأة حقوقها السياسية                       | معارض               |
| تقليص الدوائر الانتخابية إلى خمس دوائر             | مؤيد                |
| إحالة قانون العشر دوائر انتخابية للمحكمة الدستورية | لم يحضر الجلسة      |

### مجلس الأمة 2006
| الكتلة                                                                  | مستقل - توجه إسلامي        |
| طلب إيقاف الشيخ محمد عبد الله المبارك الصباح عن رئاسة جهاز خدمة المواطن | معارض                      |
| طلب إسقاط القروض                                                        | رفض الطلب                  |
| استجواب إلى الشيخ أحمد عبد الله الأحمد الصباح وزير الصحة                | استقالة الحكومة قبل الجلسة |
| إحالة قضية الفحم المكلسن إلى ديوان المحاسبة                             | معارض                      |
| طلب طرح الثقة بالوزير علي الجراح الصباح وزير النفط                      | مؤيد                       |

### مجلس الأمة 2008
| الكتل                                                                          | مستقل - توجه إسلامي       |
| اللجان                                                                         | المالية - الظواهر السلبية |
| قانون صندوق المعسرين                                                           | موافق                     |
| الموازنة العامة للدولة                                                         | موافق                     |
| قانون ضمان الودائع البنكية                                                     | مؤيد                      |
| إعادة تشكيل اللجان المؤقتة                                                     | موافق                     |
| تقرير اللجنة المالية الرافض لإقامة الدواوين                                    | موافق                     |
| مقترح الحركة الدستورية الإسلامية في التحقيق في الشراكة مع داو والمصفاة الرابعة | غير موافق                 |
| التحقيق في عمل فريق الإزالات                                                   | رافض                      |
| مقترح اللجنة الثلاثية في التحقيق في داو والمصفاة الرابعة                       | موافق                     |

### مجلس الأمة 2016
| استجواب الوزيرة هند الصبيح (يناير 2018)                  | غير موجود    |
| استجواب الوزير بخيت الرشيدي (2018)                       | غير موجود    |
| استجواب الوزيرة هند الصبيح (مايو 2018)                   | غير موجود    |
| استجواب الوزير خالد الروضان (2019)                       | مع الاستجواب |
| استجواب الوزير محمد الجبري (2019)                        | غير موجود    |
| استجواب الوزير نايف الحجرف (2019)                        | مع الاستجواب |
| استجواب الوزير براك الشيتان (2020)                       | ضد الاستجواب |
| استجواب الوزير أنس الصالح (أغسطس 2020)                   | مع الاستجواب |
| استجواب الوزير سعود هلال الحربي (أغسطس 2020)             | ضد الاستجواب |
| استجواب الوزير سعود هلال الحربي (سبتمبر 2020)            | ضد الاستجواب |
| استجواب الوزير أنس الصالح (سبتمبر 2020)                  | مع الاستجواب |
| تصويت فتح باب ما يستجد من أعمال (تعديل النظام الانتخابي) | موافق        |

### مجلس الأمة 2020
اشترك محمد المطير مع حمدان العازمي بتقديم استجواب إلى رئيس مجلس الوزراء صباح الخالد الحمد الصباح من محور واحد فقط وهو الانتقائية في تطبيق القانون.
| استجواب الوزير حمد جابر العلي (يناير 2022)              | مع الاستجواب |
| استجواب الوزير أحمد ناصر الصباح (فبراير 2022)           | مع الاستجواب |
| استجواب الوزير علي حسين الموسى (مارس 2022)              | مع الاستجواب |
| رفع الحصانة عن النائب شعيب المويزري في شكوى رئيس المجلس | غير موافق    |
| رفع الحصانة عنه                                         | غير موافق    |
| رفع الحصانة عن النائب ثامر السويط                       | غير موافق    |
| رفع الحصانة عن النائب خالد مؤنس العتيبي                 | غير موافق    |